# Alberto II de Mecklemburgo-Stargard
Alberto II, duque de Mecklemburgo-Stargard (antes de 1400 - entre el 11 de febrero de 1421 y el 4 de octubre de 1423) fue duque de Mecklemburgo-Stargard y señor de Neobrandeburgo, señor de Stargard, Strelitz y Wesenberg desde 1417 hasta su muerte.

## Biografía
Era el hijo mayor de Ulrico I y su esposa Margarita, la hija de Suantibor III de Pomerania-Stettin.
Alberto II nació probablemente antes de 1400. Cuando su padre murió en 1417, él y su hermano menor Enrique heredaron el ducado de Mecklemburgo-Stargard. Puesto que eran menores de edad, estuvieron bajo tutela.
Alberto es mencionado por última vez como vivo en un documento datado el 11 de febrero de 1421. En un documento fechado el 4 de octubre de 1423, su hermano menor es el único duque.
Alberto no se casó y probablemente no tuvo hijos.